# Gordon Sherman Haight
Pour les articles homonymes, voir Haight.
Gordon Sherman Haight, né le 6 février 1901 à Muskegon, Michigan et mort le 28 décembre 1985 à Woodbridge, Connecticut est un angliciste américain ayant enseigné à l'université Yale de 1950 à 1968.
On lui doit une biographie monumentale de George Eliot : George Eliot: A Biography et l'édition de sa correspondance : The George Eliot Letters.

## Biographie
« [Haight] était complètement absorbé par la vie et l'œuvre de George Eliot et a eu la distinction, avant sa mort, d'être invité à prendre la parole lors de l'inauguration de son mémorial à l'abbaye de Westminster, une reconnaissance extraordinaire pour un Américain ».

## Ouvrages
- George Eliot : une biographie (New York et Oxford : Oxford University Press, 1968).
- Mme Sigourney, la douce chanteuse de Hartford. Paris : Gallimard, 1930.
- Adam Bede, introduction. New York, Rinehart [1949, ©1948].

## Ouvrages édités par Gordon S. Haight
- The George Eliot Letters, 7 vols. (New Haven and London: Yale University Press, 1954–55)
- The Mill on the Floss by George Eliot. Edited by Gordon S. Haight.
- A century of George Eliot criticism edited by Gordon S. Haight. Boston, Houghton Mifflin [1965].
- George Eliot & John Chapman, with Chapman's Diaries. [Hamden, Conn.] Archon Books, 1969. [First edition published by Yale UP in 1940].
- Essays and New Atlantis. by Bacon, Francis, 1561–1626. New York, Published for the Classics club by W. J. Black [1942].
- Edward FitzGerald and the Rubaiyat, New York, Published for the Classics club by W. J. Black [1942].